# Bang Bạnh - Xã Xệ - Lý Toét
Bang Bạnh - Xã Xệ - Lý Toét là nhan đề hậu thế đặt cho chùm biếm họa về bộ ba chức dịch quê mùa xuất hiện trên báo chí Bắc Kỳ thập niên 1930, ngày nay được học giới coi là hiện tượng văn hóa khá lạ trong giai đoạn đầu thế kỷ XX.

## Lịch sử
Trong một bài khảo cứu của tác giả Vương Trí Nhàn trên tuần báo Thể Thao và Văn Hóa ngày 15 tháng 2 năm 2005, nhân vật Lý Toét là một sản phẩm "buồn buồn vẽ chơi" của tác giả Đông Sơn trên manchette tuần báo Phụ Nữ Thời Đàm số ra ngày 10 tháng 11 năm 1930. Sau khi anh em Nguyễn Tường mua lại tờ Phong Hóa của Phạm Hữu Ninh và Nguyễn Xuân Mai, Lý Toét được tái sinh và đánh bạn với hai nhân vật khác là Xã Xệ, Bang Bạnh. Bộ ba này cứ thế làm mưa làm gió cho đến tuần báo Ngày Nay mới dứt hẳn.

### Lai lịch
Nội cái tên đã hàm nghĩa Bang Bạnh - Xã Xệ - Lý Toét đều thuộc giới chức dịch nhà quê, mà những mẩu truyện quanh họ thường để biếm trích xã hội Đông Dương, không từ bất cứ đẳng cấp nào.
- Lý Toét: Một ông lý trưởng cao gầy, búi tó củ hành, râu ria lởm chởm, mặt mày khắc khổ, mồm rộng tới mang tai, đầu đội khăn xếp, áo ngũ thân, tay luôn cầm ô, đôi giày chuyên cắp nách vì sợ mòn, đi đứng cứ lom khom vì tuổi tác hoặc vì ươn hèn. Toét ta thường cố làm vẻ đạo mạo, nhưng lại là kẻ vô cùng lém lỉnh, khi lỡm quan trên lúc xỏ người dưới, đặc biệt rất thích chửi "ông Tây", "thói người Tây".
- Xã Xệ: Lùn tịt, béo tròn, đầu trọc lốc có độc sợi tóc, má phính, rẩu mỏ. Y là hạng người vô học rỗi nghề, ngây ngô, kệch cỡm nhưng thỉnh thoảng diện vét đàng hoàng, ưa làm sang như người Tây. Tuy chức danh có vẻ ngang hàng Lý Toét nhưng lại vô thực vì chỉ là mua cho oai với làng nước.
- Bang Bạnh: Có vai trò quân bình vóc dáng và tính tình của hai nhân vật còn lại, trừ cặp mắt lươn ti hí. Y vốn làm nghề hộ đê vì có tật ngủ đứng, hễ đâu có việc là xấn xổ đặng húp phần. Tên y là Biện, được phong chức bang tá nhưng người làng đọc trại Bang Bạnh để lỡm. Nguyên khi bà mẹ trở dạ, mơ thấy thần nhân cho cái thang gãy, thế là chửa ra y. Đây là nhân vật hiếm khi xuất hiện trên báo nhất, có thể vì đặc điểm kém hoạt kê và bị độc giả ghét nhất.

Ngoài Lý Toét mà đa số nghiên cứu gia khẳng định tác giả là Đông Sơn, thì Xã Xệ và Bang Bạnh được họa sĩ Nguyễn Gia Trí cùng bạn bè xác nhận ông là tác giả với bút danh Rigt.
Hình tượng Lý Toét ban đầu do Nhất Linh vẽ, Nguyễn Gia Trí có sửa đôi chút. Còn Xã Xệ và Bang Bạnh do Nguyễn Gia Trí nghĩ kiểu.— Nguyễn Tường Bách

Tuy nhiên, theo di cảo của ông Nguyễn Tường Tam:
Bút Sơn ở Saigon (người đẻ ra Xã Xệ), tên thật chưa biết. Xin ông Bút Sơn (nếu ông còn sống) hoặc các bạn, cho biết tên thật.— Trích Đời làm báo

### Tác giả
Suốt thập niên 1930, hình tượng Bang Bạnh - Xã Xệ - Lý Toét liên tục bành trướng trên mặt báo khắp Tam Kỳ với nhiều tay vẽ khác nhau, thậm chí tòa soạn Phong Hóa còn nhân đó mở hội thi vẽ tranh hài hước. Dưới đây là thống kê một số họa sĩ đã chạm bút chùm truyện này:
- Nguyễn Tường Tam (Đông Sơn)
- Lê Minh Đức (Bút Sơn)
- Nguyễn Gia Trí (Rigt)
- Tô Ngọc Vân (Tô Tử, Ái Mĩ)
- Nguyễn Thứ Lễ (Lê Ta)
- Nguyễn Tường Long (Tứ Ly)

## Văn hóa
Trong các thập niên sau khi Bang Bạnh - Xã Xệ - Lý Toét kết thúc trên mặt báo, hình tượng này lại được tái hiện trong các loại hình sân khấu như chèo, tuồng, cải lương, thoại kịch và thi phú.